# (4321) Zero
(4321) Zero es un asteroide perteneciente al cinturón de asteroides, descubierto el 2 de marzo de 1981 por Schelte John Bus desde el Observatorio de Siding Spring, Nueva Gales del Sur, Australia.

## Designación y nombre
Designado provisionalmente como 1981 EH26. Fue nombrado Zero en honor a Samuel Joel "Zero" Mostel, actor, cantante y americano.

## Características orbitales
Zero está situado a una distancia media del Sol de 3,063 ua, pudiendo alejarse hasta 3,939 ua y acercarse hasta 2,187 ua. Su excentricidad es 0,286 y la inclinación orbital 2,409 grados. Emplea 1958 días en completar una órbita alrededor del Sol.

## Características físicas
La magnitud absoluta de Zero es 13,1. Tiene 11,147 km de diámetro y su albedo se estima en 0,098.